# Мадонна Медічі
«Мадо́нна Ме́дічі» (італ. Madonna Medici; також — «Мадо́нна з немовля́м») — мармурова скульптурна група, що зображує Матір Божу з немовлям Ісусом, створена італійським скульптором і художником Мікеланджело Буонарроті протягом 1521 — 1534[а] рр. Ця група призначалася для Капели Медічі.
Мадонна Медічі, на думку Михайла Лібмана, може вважатися одним із найпрекрасніших образів Богоматері, створених Мікеланджело.

## Опис
Мадонна сидить, тримаючи на колінах немовля. Права рука відведена далеко за спину і спирається на сидіння. Ліва рука підтримує дитину, яка повністю відвернулася від глядача і шукає груди матері, щоб напитися молока. Його тіло зображено у різкому вигині, тоді як матір, здається, рухається вперед[а]. Голова Мадонни схилена наліво, а її погляд — спрямований у нікуди.
Загалом композиція нагадує ранній барельєф Мікеланджело Мадонна біля сходів.

## Історія створення
Це була одна з перших статуй, які Мікеланджело розпочав для Нової ризниці капели Медічі. У 1526 році вона все ще не була закінчена, а вже у 1534 році скульптор виїхав до Риму, і до Флоренції не повернувся. Встановленням статуї займався Ніколо Тріболо.
Мадонна Медічі розміщена по центру стіни, навпроти вівтаря. Фігури Лоренцо та Джуліано Медічі звернені до неї.
.

## Виноски
1. ↑  William E. Wallace. The Treasures of Michelangelo, p. 38
2. ↑  Либман М. Я. Микеланджело Буонарроти, с. 22
3. ↑  Medici Madonna. http://www.michelangeloexperience.com. 2010. Архів оригіналу за 5 березня 2012. Процитовано 18 березня 2012. {{cite web}}: Зовнішнє посилання в |publisher= (довідка)
4. ↑  Богоматерь с Младенцем, или Мадонна Медичи (1521-1531). http://www.mikelangelo.ru. Архів оригіналу за 27 липня 2013. Процитовано 18 березня 2012. {{cite web}}: Зовнішнє посилання в |publisher= (довідка)
5. ↑  Эрпель Фриц, Микельанджело, с. 14